# Tampico (1957)
El Tampico fue un buque petrolero panameño de 5,873 toneladas que naufragó frente a las costas de California el 29 de marzo de 1957.

## Historial
El 14 de febrero de 1930 fue botado como buque petrolero para la compañía noruega A/S Binta (Per Gjerding), con base en Bergen y bautizado como Bisca. En 1940 fue vendido a PEMEX y rebautizado como Tampico. En 1957 fue vendido a la compañía panameña Micronesia Navigation Co. S. A. (Clyde B. Aitchinson) conservando su nombre original.

## Naufragio
El 29 de marzo de 1957 naufragó frente a las costas de California.